# Henry Charlton Bastian
Henry Charlton Bastian, född 26 april 1837 i Truro, grevskapet Cornwall, död 17 november 1915, var en engelsk läkare. Professor i praktisk medicin och medicinsk klinik vid University College i London. Han var för en tid auktoritet i fråga om nervsystemets patologi.
Han kämpade på sin tid för uppfattningen att tabes dorsalis orsakades endast av syfilis. Han myntade även benämningen abiotrofi för ärftliga degenerativa sjukdomar. Den efter honom uppställde "Bastianlagen" om reflexernas upphävande och fullständig förlamning efter totalt avbrott av ryggmärgens ledning visade sig senare under första världskriget med dess många skador på centrala nervsystemet oriktig.